# Інституційна етнографія
Інституційна етнографія ( ІЕ ) є альтернативним підходом до вивчення та розуміння соціального. IE описується як альтернативна філософська парадигма, соціологія або (якісний) метод дослідження. IE досліджує соціальні відносини, які структурують повсякденне життя людей, зокрема, дивлячись на те, як люди взаємодіють один з одним у контексті соціальних інститутів (наприклад, школа, шлюб, робота), і розуміючи, як ці взаємодії інституціоналізовані. Інституційну етнографію (IE) найкраще розуміти як етнографічне дослідження інституціоналізованих взаємодій, а не конкретних компаній, організацій чи секторів зайнятості. Таке розуміння відрізняє IE від промислової соціології чи соціології праці, які зосереджуються на вивченні структур і процесів у рамках окремих організацій або галузей. Натомість IE досліджує, як інституції формують і впливають на повсякденні взаємодії людей у більш широкому соціальному контексті. Для інституційного етнографа звичайна щоденна діяльність стає місцем для дослідження соціальної організації. IE вперше був розроблений Дороті Е. Сміт як марксистська феміністична соціологія «для жінок, для людей»; і зараз використовується дослідниками в соціальних науках, освіті, сестринській справі, соціальних послугах і політичних дослідженнях як метод відображення транслокальних відносин, які координують діяльність людей в установах.

## Подальше читання
- Кемпбелл, Марі Л. (2004) Картування соціальних відносин: вступ до інституційної етнографії Altamira Press.
- Комбер, Б. (2012). Обов'язкове оцінювання грамотності та реорганізація роботи вчителів: федеральна політика, місцеві наслідки. Критичні дослідження в освіті, 53 (2), 119–136.
- Корман, М. К. (2017). Парамедики на вулицях і поза ними: екстрена медична допомога в епоху технологічного управління. Торонто: University of Toronto Press.
- Харт, Р. Дж., Маккіннон, А. (2010). Соціологічна епістемологія: парадокс Дюркгейма та актуальність Дороті Е. Сміт. Соціологія, 44 (6), 1038–1054.
- Керні, Г.П., Корман, М.К., Харт, Н.Д., Джонстон, Дж.Л., & Гормлі, Г.Дж. (2019). Чому інституційна етнографія? Чому зараз? Інституційна етнографія в освіті медичних професій. Перспективи медичної освіти, 8(1), 17–24. https://doi.org/10.1007/s40037-019-0499-0
- Мелон К.А., Уайт Д. та Ранкін Дж. (2013). Збити годинник! Час очікування та виробництво «якості» у відділеннях невідкладної допомоги. Філософія медсестринства, 14 (3), 223–237. https://doi.org/10.1111/nup.12022
- Нг, Роксана (1996). Політика громадських послуг. Fernwood Press.
- Ранкін, Дж. (2017). Проведення аналізу в інституційній етнографії: аналітична робота перед початком збору даних. Міжнародний журнал якісних методів, 16(1), 1–9. https://doi.org/10.1177/1609406917734484
- Сміт, DE (2005) Інституційна етнографія: соціологія для людей Lanham: Alta-Mira Press
- Сміт, DE (редактор) (2006). Інституційна етнографія як практика Роумен і Літтлфілд
- ЛаФранс, М. (2019). Інституційна етнографія: Теорія практики для дослідників із написання досліджень. Logan: Utah State University Press.

## Зовнішні посилання
- Що таке інституційна етнографія? [Архівовано 2008-09-08 у Wayback Machine.]  </link>
- Інституційна етнографія – до продуктивної соціології. Інтерв’ю Карін Відерберг із Дороті Е. Сміт (документ MS Word)
- Аудит безпеки та підзвітності Praxis: Практика "соціології для людей" Джейн Садускі, Ронда Мартінсон, Крістін Ліздас і Кейсі Макгі
- Інституційна етнографія у Віківерситеті http://en.wikiversity.org/wiki/Institutional_ethnography